# Sanctuaire Notre-Dame-de-la-Fontaine de Camairago
Le sanctuaire Notre-Dame-de-la-Fontaine (italien : santuario della Madonna della Fontana ; lombard : santüari d'la Madóna d'la Funtana) est une petite église du XIIIe siècle qui se trouve dans la commune de Camairago, dans la province de Lodi, Italie. Elle se trouve plus précisément dans un méandre de l'Adda entre Camairago, Cavacurta et Maleo.

## Historique
Les pêcheurs l'ont érigée sûrement avant 1261, en espérant la protection de la Vierge contre les inondations dues au fleuve Adda.
Proche du sanctuaire, se trouve une fontaine d'eau douce, bénie par saint Charles Borromée, que la tradition dit être miraculeuse. 
Au XXe siècle et jusqu'aux années 1970, elle était très fréquentée par les pèlerins et les touristes. Aujourd'hui, le site peut seulement être visité le dimanche lors des messes.

## Illustrations

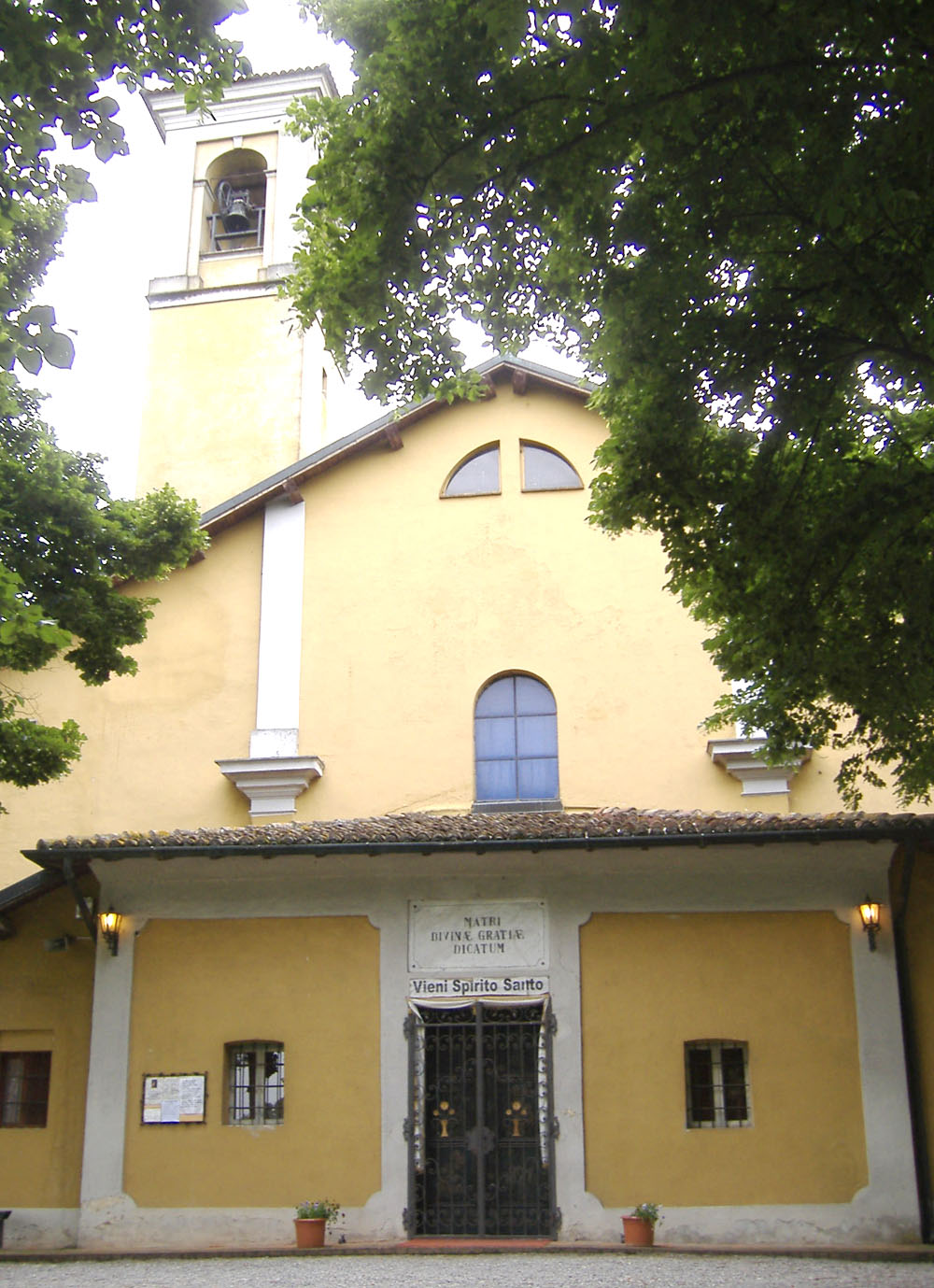
Entrée du sanctuaire